# Les Portes de Bagdad
Les Portes de Bagdad (The Gate of Baghdad) est une nouvelle policière d'Agatha Christie mettant en scène le personnage de Parker Pyne.
Initialement publiée en août 1932 dans la revue Cosmopolitan aux États-Unis, cette nouvelle a été reprise en recueil en 1934 dans Parker Pyne Investigates au Royaume-Uni. Elle a été publiée pour la première fois en France dans le recueil Mr Parker Pyne en 1967.

## Publications
Avant la publication dans un recueil, la nouvelle avait fait l'objet de publications dans des revues :
- en avril 1933, aux États-Unis, dans le no 4 (vol. 94) de la revue Cosmopolitan[1],[2] ;
- en juin 1933, au Royaume-Uni, sous le titre « At the Gate of Baghdad », dans le no 481 (vol. 91) de la revue Nash's Pall Mall Magazine[1] ;
- en juin 1966, au Royaume-Uni, dans le no 271 (no 6, vol. 47) de la revue Ellery Queen's Mystery Magazine[3].

La nouvelle a ensuite fait partie de nombreux recueils :
- en 1934, au Royaume-Uni, dans Parker Pyne Investigates[1] (avec 11 autres nouvelles) ;
- en 1934, aux États-Unis, sous le titre « The Case of the Dissatisfied Husband », dans Mr. Parker Pyne, Detective[1] (avec 11 autres nouvelles) ;
- en 1967, en France, dans Mr Parker Pyne (adaptation des recueils de 1934).

## Adaptation
- 2010 : The Gate of Baghdad, pièce radiophonique diffusée sur la BBC Radio 4.